# Marienette Dahlin
Marienette Dahlin, född 7 mars 1953 i Stockholm, död 9 december 2024 i Stockholm, var en svensk skådespelare. Dahlin studerade vid Statens scenskola i Stockholm. Hon var dotter till regissören Hans Dahlin.

## Filmografi
- 1969 – Konfrontation
- 1976 – Drömmen om Amerika
- 1977 – 91:an och generalernas fnatt
- 1987 – Goda grannar (TV-serie)
- 1993 – Utan en tråd (TV-serie)
- 1998 – Hela härligheten
- 2004 – Lokalreportern (TV-serie)
- 2005 – Lasermannen (TV-serie)
- 2005 – Lite som du (TV-serie)
- 2005 – Winkys hemlighet
- 2006 – Förortsungar
- 2006 – Wallander – Läckan
- 2006 – Mäklarna (TV-serie)
- 2012 – Mousse
- 2012 – Fittbacka – ett jävla ungdomshem
- 2013 – Äkta människor (TV-serie)
- 2016–2019 – Finaste familjen (TV-serie)
- 2016 – Selmas saga (TV-serie) (Julkalender) - Husvärdinnan

## Teater

### Roller (ej komplett)
| År   | Roll    | Produktion                        | Regi            | Teater                |
| ---- | ------- | --------------------------------- | --------------- | --------------------- |
| 1978 | Mariana | Lika för lika William Shakespeare | Claes Lundberg  | Riksteatern           |
| 1984 |         | Alkestis Euripides                | Martin Berggren | Göteborgs stadsteater |
| 1991 | Pattie  | Stilla natt Alan Ayckbourn        | Jacob Nordenson | Boulevardteatern      |

### Fotnoter
1. ↑  Annie Månsson (10 december 2024). ”Skådespelaren Marienette Dahlin är död – blev 71 år”. www.aftonbladet.se. https://www.aftonbladet.se/nojesbladet/a/73yalW/marienette-dahlin-ar-dod-blev-71-ar. Läst 10 december 2024.
2. ↑  https://www.ratsit.se/19530307-Marienette_Dahlin_Stockholm/vcpXfEX_2AaI837ERz2FU_lnVdcAlqG-6c6tlJGUurM
3. ↑  ”Dödsannonser hos Dagens Nyheter - DN.se”. www.dn.se. https://www.dn.se/familj/dodsannonser/#/CaseInline/941184?query=Marienette%20dahlin. Läst 7 januari 2025.
4. 1 2  ”Grundfakta - Marienette Dahlin”. SFdB - Svensk Filmdatabas. https://www.svenskfilmdatabas.se/sv/item/?type=person&itemid=71156. Läst 7 januari 2025.
5. ↑  Bengt Jahnsson (17 april 1978). ”Shakespeare i Örebro: Originell och sensuell”. Dagens Nyheter:  s. 17. http://arkivet.dn.se/tidning/1978-04-17/103/17. Läst 16 september 2017.
6. ↑  Bengt Jahnsson (27 januari 1984). ”DN:s Bengt Jahnsson ser Alkestis på Studion i Göteborg: Livets puls i 90 minuter”. Dagens Nyheter:  s. 22. http://arkivet.dn.se/tidning/1984-01-27/25/22. Läst 16 september 2017.
7. ↑  Tove Ellefsen (7 oktober 1991). ”Intelligent svart komik: Boulevardteatern firar tragisk engelsk jul”. Dagens Nyheter:  s. B4. https://arkivet.dn.se/tidning/1991-10-07/273/18. Läst 14 april 2018.